# オラーヴォ・デ・カルヴァリョ
オラヴォ・ルイス・ピメンテル・デ・カルヴァーリョ（Olavo Luiz Pimentel de Carvalho 1947年4月29日 ブラジル・カンピーナス、† 2022年1月24日 アメリカ合衆国・バージニア州・リッチモンド）は、難解で陰謀的な思想的立場を信奉したブラジルの保守派ジャーナリスト、エッセイストである。
ブラジルの極右、ボルソナロ一族に大きな影響を与えた。

## 哲学
カルヴァリョは哲学者を自認しており、哲学の定義、アリストテレス、認識論について持論を展開している。

哲学の定義

カルヴァリョは、哲学を「意識の統一性の中に知識の統一性を探求すること、およびぎゃくに知識の統一性の中に意識の統一性を探求すること」と定義した。ヴィクター・ブオノ(Victor Bruno)は「The Political Science Reviewer」の中で、カルヴァリョの哲学の概念化について、その個人の光を求める闘いにもにた冒険的探求の側面を強調し、そしてグノーシス派の 思想と対照して論じた。
マーチン・ヴァスケス・ダ・クーニャ(Martim Vasques da Cunha)は、「内なる闘い」を表現しているとして彼の定義を引用している。つまりこの内なる闘いは、「概念と行動の両方において、"哲学公理(philosopheme)"、つまり"文字の背後にかくされている直観と思考の理想システム、いいかえると不規則および不均等にしか文字に反映されず、時に文字が一部欠落しているようなシステムであって、それをあらためて再構築する者によってのみ思考されうるようなシステム"、として解釈されるだろう」と言う。
ほかの点ではカルヴァリョに批判的だったクーニャは、この定義との関係でオラーヴォ・デ・カルヴァリョの作品 "Nova Era e Revolução Cultural" および "A dialética simbólica" を引用している。

アリストテレスの「4つのディスコース(four discourses)」

カルヴァリョは、アリストテレスが「人間のディスコースは単一の能力であって、その能力は詩(poetics)、雄弁(rhetoric)、問答(dialectic)、分析(analytic, 論理(logic))という異なる4つの方法で開花させる」と考えた、と信じている。この見方は、詩と雄弁が分析的論理から大きく隔たっているという見方と対照的であろう。この見方に関するカルヴァリョの論文は、かれの著書 "Aristóteles em nova perspectiva: Introdução à teoria dos quatro discursos" ("Aristotle in a New Perspective: Introduction to the Theory of the Four Discourses(アリストテレスの新しいパースペクティブ：4つのディスコース理論)")に収録されている。ヴィクター・ブオノは、オラーヴォのアリストテレス解釈を「独特」であると評している。

"Aristotle in a New Perspective: Introduction to the Theory of the Four Discourses" において、オラーヴォ・デ・カルヴァリョは、それぞれが個人の精神を形成するディスコース（discourse）の4つの方法を表す理論モデルの概要を示している。オラーヴォは、このカテゴリを使用して、以下のようにディスコース領域において信頼性(credibility)が次第に向上してゆくスケールを策定している： 

第1に詩ディスコースは主として可能性(possible)に関係し、想像力を対象にして推測の領域に関わる。

第2に雄弁ディスコースは妥当性 (plausibility, verossimilhança) を成立させようとし、強い信念と意志の同意をかきたてることをねらい、単なる想像による推測を乗りこえる。このレベルのディスコースは、一般に受け入れられている信念に基づいて意志決定をうながすことに役立つ。 

第3に問答ディスコースは、異論を通して信念を精査すること、熟考をかさねて真と偽を区別すること、それによって信念または命題の蓋然性(probability)を評価すること、に注力する。このモダリティは、たんに一般的信念に従うだけではなく、むしろ合理性と情報の正確さという基準に基づいて信念を評価する。

```
最後に
論理
または
分析ディスコース
は、普遍的に受け入れられている前提から始めて、三段論法の推論により絶対的な確実性(apodictic certainty)を追求する。
```

これにより、可能性から妥当性へ、蓋然性へ、そして最後に確実性つまり真理へ、という信頼性の上昇を観察することができる。各カテゴリは、本性上の違いではなくグラデーションの差を示す。このように４つのモダリティは相互に不可欠であり、ディスコースに対するたがいに異なる人間の態度およびディスコースに関与するモティベーションを反映している。

認識の視差(cognitive parallax)

カルヴァリョは「古いカメラの符号」からひらめきを得て、思想家の実経験の軸とその理論的構築物の軸との間の構造上のずれを指す「認識の視差(cognitive parallax)」という用語を作り出した。カルヴァリョは次のように述べている。マキアベリは認識の視差の実例である、なぜなら「彼は君主に、同盟者の援助で権力の座につくこと、そののち同盟者を葬ることを教えているからである、それに対して明らかに、この計画の作成者としてそれゆえ君主の最大の同盟者の一人として、マキアベリ自身は、その計画が実行された場合に、最初に殺害された者の一人であったろう」。

また彼はデカルトの「オリンピカの夢」(Olympian dreams)の解釈はその一例であるとも述べている。

オラーヴォは、ほかにつぎの２つ実例をあげている：「カントの '物自体' の不可知性の理論」、およびカール・マルクスの「プロレタリアートだけが歴史のリアルな運動を把握できる、なぜならプロレタリアートに先行する諸階級はそれぞれの階級イデオロギーの主観的幻想にとらわれているからである」という主張である。

### 訳注
雄弁rhetoric、問答dialectic：
アリストテレスにとってディスコースは、語られ話され論じられた言語である。古代ギリシャ、アリストテレスの時代ではパピルスが一般的、手作業で作る紙、筆写による複製であることから、部数は少なく、高価であったと想像できる。活版印刷による書物の作成は15C以降である。